# حیات وحش مصر

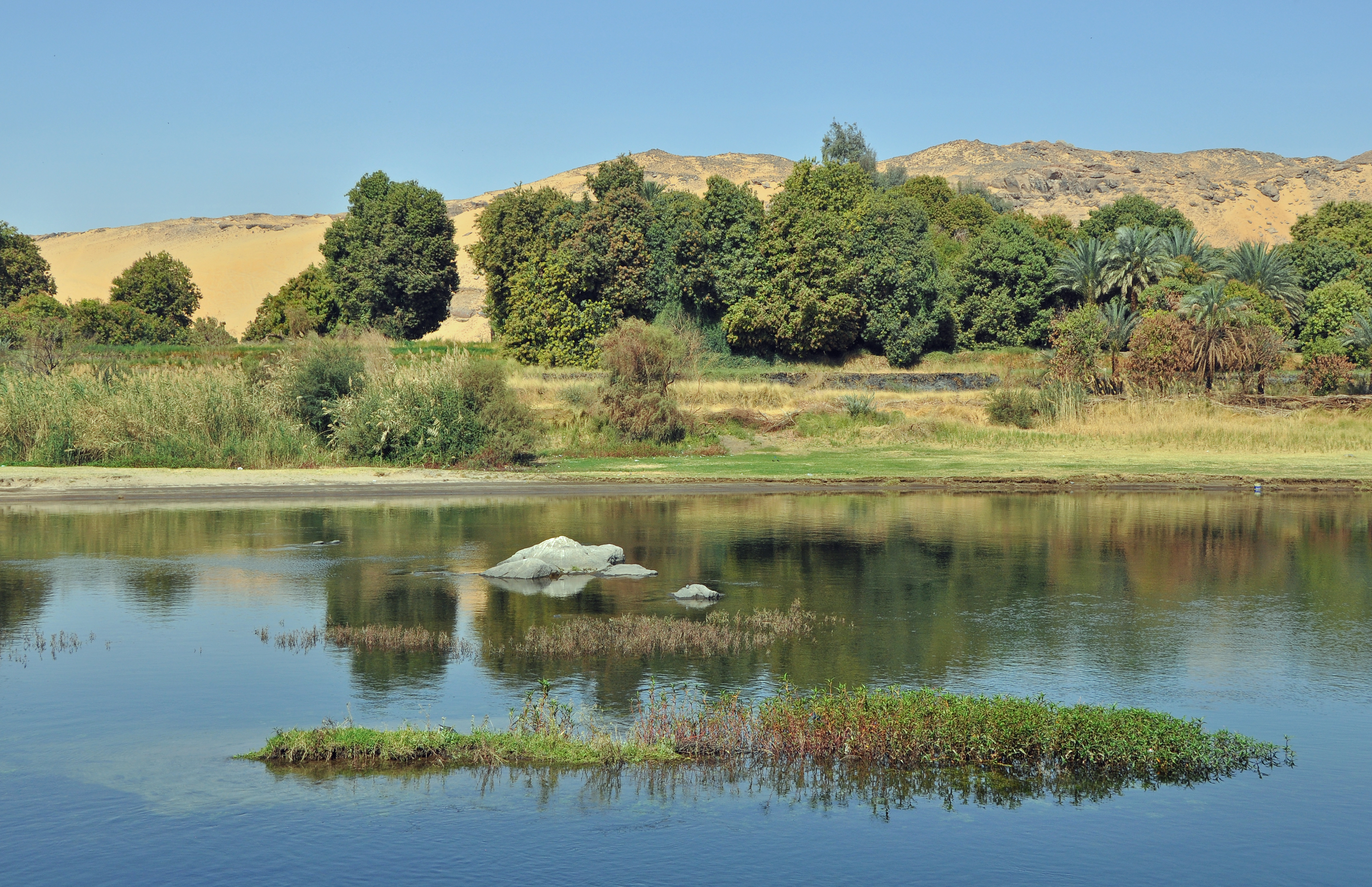
اسوان مصر: شاخه‌ای از رود نیل

حیات وحش مصر متشکل از گیاگان و زیاگان این کشور است.

## زیاگان
زمانی مصر اقلیمی خنک‌تر و مرطوب‌تر از امروز داشت. نقاشی‌های مقبره‌های باستانی زرافه، اسب آبی، تمساح و شترمرغ و سنگ‌نگاره‌ها در سلوه بحری در نیل بالایی، بین اقصر و اسوان فیل بیشه آفریقایی، کرگدن سفید، زرافه‌گردن و شترمرغ‌های بیشتری را نشان می‌دهند؛ زیاگانی شبیه به آنچه امروزه در شرق آفریقا هست.
پستانداران صحرای غربی در طول سال‌ها به‌شدت کاهش یافته‌اند و تابیده‌شاخ و تیزشاخ آفریقایی دیگر در آنجا یافت نمی‌شوند و شیر بربری نیز به احتمال دیگر نیست. پستانداران باقی‌مانده شامل آهوی شاخ‌باریک، آهوی گرمسیری، گوسفند بربری، روباه شنی و پامسواکی مصری کوچک هستند. پرندگان قابل توجه در این صحرا شامل باقرقره خال‌دار، چکاوک هدهدی و چکچک سرسفید هستند.
صحرای شرقی طیف کاملاً متفاوتی از زیاگان دارد و اشتراکات زیادی با شبه‌جزیره سینا دارد که نشان‌دهنده اهمیت نیل عریض در جدا کردن دو منطقه صحرایی است. در آنجا کفتار راه‌راه، بز کوهی نوبه‌ای، جرد دم‌پشمالو، موش خاردار طلایی، شاه‌روباه و روباه شنی وجود دارند. تیهوی شنی، سسک جنبان، چکچک ابلق جنوبی و چکچک سرسفید در این منطقه معمول هستند. کوه‌های مرتفع جبل علبه در جنوب دارای طیفی مجزا از جانوران شامل گرگ خاکی، قاقم دورنگ راه‌راه و مشکین‌گربه معمولی هستند و هنوز ممکن است خر وحشی آفریقایی در این منطقه وجود داشته باشد.